# 小島武司
小島 武司（こじま たけし、1936年9月1日 - ）は、日本の法学者。専門は、裁判法・民事訴訟法・民事系手続法全般。日本を代表する民事手続法の大家の一人である。学位は、法学博士（中央大学・論文博士・1977年）（学位論文「訴訟制度改革の理論」）。中央大学名誉教授。桐蔭横浜大学元学長。神奈川県出身。2018年春瑞宝中綬章受章。

## 略歴

### 学歴
- 1959年 中央大学法学部卒業
- 1961年 中央大学大学院法学研究科民事法専攻修士課程修了

### 職歴
- 1960年 中央大学法学部助手（指導教授は金子文六）
- 1961年 司法修習生
- 1964年 中央大学法学部助教授
- 1971年 中央大学法学部教授
- 1983年 エクス・マルセイユ大学客員教授（フランス）
- 1987年 日本比較法研究所所長
- 1988年 コロンビア大学法科大学院（ADRセミナー共同担当、アメリカ）
- 1991年 フランクフルト大学客員教授（1992年まで）
- 1995年 オーストラリア国立大学visiting fellow（オーストラリア）
- 1997年 中央大学大学院法学研究科委員長、ミシガン大学ロースクール・リサーチフェロー
- 2004年 仲裁ADR法学会理事長、中央大学法科大学院教授。
- 2006年 中央大学名誉教授、桐蔭横浜大学理事・同法学部教授・同法学部長・同大学院研究科長
- 2008年 桐蔭横浜大学学長
- 2016年 桐蔭横浜大学名誉教授

#### 学外における役職
- 日本民事訴訟法学会元理事長
- 私法学会元理事
- 公証法学会元理事
- 日米法学会元評議員
- 中央教育審議会大学分科会法科大学院部専門委員
- 仲裁ADR法学会理事長
- 司法アクセス学会会長
- 日本交渉学会副会長
- International Law Association（仲裁法委員会委員）

## 主要著作
- 『民事訴訟法100講』（学陽書房、1984年）
- 『破産法』（共著、青林書院、1987年 / 初版、1993年改訂版）
- 『注釈民事訴訟法』（新堂幸司・小島編、有斐閣、1990年）
- 『裁判のキーワード』（有斐閣、1993年 / 初版、1998年新版）
- 『新民事訴訟法』（共著、青林書院、1997年 / 初版、1997年改訂版）
- 『仲裁法』（青林書院、2000年）
- 『ドイツ法・ヨーロッパ法の展開と裁判』（共編、中央大学出版部、2000年）
- 『ブリッジブック裁判法』（編著、信山社出版、2002年 / 初版、2010年第2版）
- 『法曹倫理』（有斐閣、2004年初版 / 2006年第2版）
- 『小島武司先生古稀祝賀「民事司法の法理と政策」』（商事法務、2009年）
- 『民事訴訟法』（有斐閣、2013年）
- 『よくわかる民事訴訟法』（編著、ミネルヴァ書房、2013年）

この他著作多数